# (1665) Gaby
(1665) Gaby ist ein Asteroid des Hauptgürtels, der am 27. Februar 1930 von dem deutschen Astronomen Karl Wilhelm Reinmuth an der Landessternwarte Heidelberg-Königstuhl der Universität Heidelberg entdeckt wurde.
Der Asteroid trägt den Namen von Gaby Reinmuth, einer Schwiegertochter des Entdeckers.